# Guslarferner
De Guslarferner is een gletsjer in de Ötztaler Alpen in de Oostenrijkse deelstaat Tirol.

## Ligging
De gletsjer ligt ten zuidwesten van de Vernagtferner en ten noordoosten van de Kesselwandferner. De Hintergraslspitzen scheiden de gletsjer van de Vernagtferner. In het noordwesten ligt de 3497 meter hoge top van de Fluchtkogel. In het zuidoosten wordt de gletsjer geflankeerd door de 3118 meter hoge Vordere, de 3128 meter hoge Mittlere en de 3147 meter hoge Hintere Guslarspitze. In het westen ligt verder nog de 3414 meter hoge Kesselwandspitze. Boven op het Oberer en het 3312 meter hoge Unterer Guslarjoch, gelegen tussen Fluchtkogel en Kesselwandspitze, grenst de Guslarferner aan de Kesselwandferner. Tussen de Kesselwandspitze en de Hintere Guslarspitze licht het 3246 meter hoge Brandenburger Jöchl. Over de Guslarferner loopt een gletsjerroute van de Vernagthütte ten noordoosten van de gletsjer naar de voet van de Fluchtkogel. De gletsjer, die in een zuidoostelijke richting verloopt, ontwatert via de Vernagtbach.

## Geschiedenis
Samen met de Vernagtferner reikte de Guslarferner in het verleden regelmatig tot in het Rofental. De gletsjers van de Guslarferner en de Vernagtferner samen besloegen halverwege de 19e eeuw een oppervlakte van 18,85 km². De gletsjers trokken toen tot twaalf meter per dag op richting het Rofental. Vanaf 1889 is de gletsjergrootte in kaart gebracht. Sindsdien is de gletsjer zoals de meeste in de Alpen in grootte afgenomen; alleen tussen 1969 en 1979 was een geringe groei te bespeuren. Waar de Guslarferner in 1898 veel verder oostelijk, voorbij het punt waar in 1901 de Vernagthütte gebouwd werd, reikte (de gletsjer was toen reeds niet meer met de Vernagtferner verbonden), ligt de tong van de gletsjer thans vele honderden meters ten westen van de berghut. De gletsjer vormt zelfs niet meer een geheel. De Südliche Guslarferner, het deel van de gletsjer ten zuidoosten van de Kesselwandspitze, bestaat nog maar uit kleine ijsvlakten, die geheel losliggen van het grootste deel van de Guslarferner.